# Benoît Adam
Pour les articles homonymes, voir Adam.
Benoît Adam, mort en 1512, est un prélat français.
Docteur en droit, protonotaire apostolique, chanoine de Moulins et de Clermont, il devient membre du Conseil du roi Charles VIII en 1484, puis plus tard conseiller aux parlements de Paris et de Bordeaux.
Il est nommé en 1492 prévôt de la cathédrale Notre-Dame-de-l'Annonciation du Puy-en-Velay.
À partir de 1502, il est auditeur à la Rote romaine où il meurt « en sa charge » en 1512. Il fait construire à Rome en 1509 l'oratoire San Giovanni in Oleo (non loin de l'Église San Giovanni a Porta Latina), qui porte la célèbre devise : « Au plaisir de Dieu », immortalisée par Jean d'Ormesson dans son roman Au plaisir de Dieu. 